# Aleksandr Soldatenkov
Aleksandr Evgen'evič Soldatenkov (in russo Александр Евгеньевич Солдатенков?; Mosca, 28 dicembre 1996) è un calciatore russo, difensore del Kryl'ja Sovetov Samara.

## Caratteristiche tecniche
È un difensore centrale.

## Carriera

### Club
Cresciuto nel settore giovanile del Čertanovo, debutta in prima squadra il 14 luglio 2014 in occasione dell'incontro di terza divisione perso 3-2 contro il Metallurg Lipeck; nel 2020 viene acquistato dal Kryl'ja Sovetov Samara.

### Nazionale
Nel 2022 ha esordito in nazionale.

## Statistiche

### Presenze e reti nei club
Statistiche aggiornate al 31 luglio 2021.
| Stagione        | Squadra                | Campionato      | Campionato | Campionato | Coppe nazionali | Coppe nazionali | Coppe nazionali | Coppe continentali | Coppe continentali | Coppe continentali | Altre coppe | Altre coppe | Altre coppe | Totale | Totale |
| Stagione        | Squadra                | Comp            | Pres       | Reti       | Comp            | Pres            | Reti            | Comp               | Pres               | Reti               | Comp        | Pres        | Reti        | Pres   | Reti   |
| --------------- | ---------------------- | --------------- | ---------- | ---------- | --------------- | --------------- | --------------- | ------------------ | ------------------ | ------------------ | ----------- | ----------- | ----------- | ------ | ------ |
| 2014-2015       | Čertanovo              | 2D              | 24         | 0          | CR              | 0               | 0               |                    | -                  | -                  |             | -           | -           | 24     | 0      |
| 2015-2016       | Čertanovo              | 2D              | 23         | 3          | CR              | 1               | 0               |                    | -                  | -                  |             | -           | -           | 24     | 3      |
| 2016-2017       | Čertanovo              | 2D              | 21         | 0          | CR              | 1               | 0               |                    | -                  | -                  |             | -           | -           | 22     | 0      |
| 2017-2018       | Čertanovo              | 2D              | 24         | 1          | CR              | 3               | 0               |                    | -                  | -                  |             | -           | -           | 27     | 1      |
| 2018-2019       | Čertanovo              | 1D              | 37         | 0          | CR              | 1               | 0               |                    | -                  | -                  |             | -           | -           | 38     | 0      |
| 2019-2020       | Čertanovo              | 1D              | 26         | 0          | CR              | 2               | 0               |                    | -                  | -                  |             | -           | -           | 28     | 0      |
| 2020-2021       | Kryl'ja Sovetov Samara | 1D              | 35         | 4          | CR              | 6               | 1               |                    | -                  | -                  |             | -           | -           | 41     | 5      |
| 2021-2022       | Kryl'ja Sovetov Samara | PL              | 4          | 0          | CR              | 0               | 0               |                    | -                  | -                  |             | -           | -           | 4      | 0      |
| Totale carriera | Totale carriera        | Totale carriera | 194        | 8          |                 | 14              | 1               |                    | -                  | -                  |             | -           | -           | 208    | 9      |